# Josef Herfner
Josef Herfner (n. 26 decembrie 1795, Pressburg – actualmente Bratislava - d. 29 ianuarie 1865, Iași) a fost un muzician, compozitor și dirijor din Moldova.
S-a născut în Imperiul Habsburgic, în familia nobiliară Esterházy, a studiat muzica  la Viena, a venit de tânăr în Moldova, unde a rămas pentru restul vieții.
În perioada 1820-1826 a lucrat ca organist la biserica catolică din Cernăuți.
A sosit în Iași în 1826 ca profesor de muzică și de pian. În 1830 (1831) l-a înlocuit pe Rouszinski la conducerea fanfarei militare a Moldovei, pentru care a scris mai multe piese. Împreună cu soția sa, Ana, a avut un fiu, George, care a devenit general în armata română. George Hefner, născut la data de 23 februarie 1837 la Iași a decedat la 24 aprilie 1912 la București ca general de brigadă în retragere.
La 4 decembrie 1832 a fost înființat la Iași „Theatre des variétés“ (Teatrul de varietăți). Primul spectacol jucat a fost vodevilul „Înturnarea lui Grenade în sânul familiei“, orchestra fiind condusă de capelmaistrul Herfner.
Josef Herfner este prezumptivul autor al albumului „Anonymus valachus” (1824), păstrat în manuscris.
Josef Herfner este autorul primei Uverturi Naționale (1837), bazată pe o succesiune de cântece și dansuri românești, dar a compus și motete, misse și un potpuriu pentru pian.